# Eugen-Ludwig Zweigart
Eugen-Ludwig Zweigart (3 mai 1914 - 8 juin 1944) est un as de la Luftwaffe. Il est crédité de 69 victoires aériennes. Il reçut la Croix de chevalier de la croix de fer le 22 janvier 1943.

## Biographie
Eugen-Ludwig Zweigart naît le 3 mai 1914 Sarreguemines en Lorraine, peu avant la rétrocession de l'Alsace-Lorraine. Il se destine très tôt à une carrière militaire et s'engage en 1935. À sa demande, il est versé dans la Luftwaffe et suit une formation de pilote. À l'automne 1940, Zweigart est affecté dans la Jagdgeschwader 54. Le 54e escadron de chasseurs est une nouvelle unité de la Luftwaffe, équipée de Messerschmitt Bf 109D, E et F et des Focke-Wulf Fw 190 A et D (à partir de l'hiver 1942). Le 10 novembre 1940, Zweigart obtient sa première victoire aérienne au-dessus de De Kooi, en Hollande. Mais c'est sur le Front de l'Est qu'il remportera la majorité de ses victoires. 
Le 26 octobre 1942, alors qu'il a déjà remporté plus de 44 victoires, Zweigart reçoit l'Ehrenpokal der Luftwaffe, trophée d'honneur créé le 27 février 1940 par Hermann Göring. Toujours dans le même escadron, Zweigart reçoit la Deutsches Kreuz en or, le 30 novembre 1942. Alors qu'il est encore Oberfeldwebel, Zweigart reçoit la Ritterkreuz le 22 janvier 1943, et part suivre une formation d'officier. Quand il revient en mai 1943, le IIIe groupe de la Jagdgeschwader 54 dont il appartient est basée sur le Front occidental. Zweigart décroche sa 58e victoire le 25 juillet 1943, avant d'être abattu deux jours plus tard par un bombardier. Ayant réussi à s'extraire de son Messerschmitt Bf 109 G-6 avant qu'il ne s'écrase, il n'est que légèrement blessé. En octobre 1943, Zweigart quitte la 9e escadrille de la Jagdgeschwader 54, pour la 7e escadrille, puis pour la 8e escadrille en mars 1944. Le 6 mars 1944, il abat encore 3 bombardiers B-17. Le 8 juin 1944, alors qu'il vole au-dessus de Le Cambaux en Normandie, Eugen-Ludwig Zweigart est à son tour abattu, à bord d'un Focke-Wulf Fw 190 A-8 et tué par des "balles perdues" alors qu'il descend en parachute.
Eugen-Ludwig Zweigart est crédité de 69 victoires aériennes, dont 16 sur le front occidental.

## Décorations
- Ritterkreuz des Eisernen Kreuzes, le 22 janvier 1943
- Deutsches Kreuz in Gold, le 30 novembre 1942
- Ehrenpokal der Luftwaffe, le 26 octobre 1942
- Frontflug-Spange fur Tagjager in Gold[1]

## Sources
- Obermaier, Ernst:Die Ritterkreuzträger der Luftwaffe Jagdflieger 1939 - 1945, Verlag Dieter Hoffmann, Mayence, 1989.
- Eugen-Ludwig Zweigart sur luftwaffe.cz